# Marcin Laterna
Marcin Laterna, inne formy nazwiska: Lanterna/Latarnia (ur. w 1552 w Drohobyczu, zm. 30 sierpnia lub 30 września 1598 na Morzu Bałtyckim) – polski pisarz, kaznodzieja królewski, teolog, działacz kontrreformacji, jezuita.

## Życiorys
Marcin Laterna urodził się w Drohobyczu w średnio zamożnej rodzinie pobożnych katolików – Jana i Małgorzaty. Ojciec Marcina był z zawodu szewcem, matka zaś zajmowała się warzeniem oraz sprzedażą piwa i miodu pitnego. Dokładna data urodzenia Laterny nie jest znana, nawet rok urodzenia jest niepewny (w publikacjach oraz dokumentach zakonnych pojawiał się również rok 1553). Marcin Laterna uczęszczał najpierw przez siedem lat do szkoły parafialnej w rodzinnym Drohobyczu. Osiągał bardzo dobre wyniki w nauce, uczył się chętnie i pilnie, wyróżniał się ponadprzeciętną pamięcią. Po jej ukończeniu 14-letni Marcin opuścił rodzinny Drohobycz i w semestrze letnim 1566 rozpoczął studia na najstarszej polskiej uczelni, Akademii Krakowskiej. Sam Laterna w swojej biografii nie wspominał okresu studiów w Akademii Krakowskiej, być może uznał pobyt w Krakowie za krótki, i co za tym idzie, mało znaczący fakt w swoim życiorysie. Powodem mógł być też ostry konflikt zakonu z Akademią w tym okresie, z którym młody żak nie chciał być łączony. Jeszcze w tym samym roku Laterna opuszcza mury Akademii Krakowskiej i rozpoczyna naukę w Szkole Prymasowskiej w Kaliszu. W Kaliszu Laterna studiował przez cztery lata przedmioty humanistyczne, retorykę, dialektykę oraz grekę. Szkoła ta słynęła wówczas z nauki retoryki oraz katechetyki, która przygotowywała do obrony wiary katolickiej przed innowiercami. Renomę szkoła zawdzięczała dzięki znakomitym profesorom oraz opiece arcybiskupa Uchańskiego. Do grona profesorów Laterny należeli tam m.in. rektor Wojciech Mroskowski (który to sam zaproponował uzdolnionemu Laternie przeniesienie się z Krakowa) oraz Benedykt Herbest. Profesorowie ze szkoły Prymasowskiej w Kaliszu otrzymywali liczne i ożywione kontakty z jezuitami z Braniewa i z Pułtuska, byli zafascynowani działalnością nowego zakonu i wprowadzali w kaliskiej uczelni elementy systemu pedagogicznego stosowanego w szkołach jezuickich. 5 września 1569 roku Szkołę Prymasowską w Kaliszu odwiedził kardynał Stanisław Hozjusz. Na powitanie kardynała Hozjusza przygotowano uroczystą akademię. Do wygłoszenia mowy powitalnej rektor Mroskowski wybrał spośród grona uczniów Laternę. Treść przemowy, wygłoszona piękną łaciną, zrobiła zarówno na kardynale, jak i na wszystkich obecnych duże wrażenie.
W 1569 wraz z profesorami szkoły udał się na rekolekcje do Braniewa. Tu zrodziła się myśl o wstąpieniu do Towarzystwa Jezusowego. Ostatecznie podjął decyzję w kilka miesięcy po powrocie do Kalisza, około Bożego Narodzenia 1969 roku.
17 kwietnia 1570 Marcin Laterna opuścił Kalisz i udał się do Pułtuska, gdzie rezydował wiceprowincjał Franciszek Sunyer, do którego należało ostateczne słowo w sprawie przyjmowania kandydatów do zakonu. Sunyer poddał Laternę egzaminowi, który przechodzili wszyscy kandydaci ubiegający się o przyjęcie do zakonu. Po tej rozmowie-egzaminie wysłał Laternę wraz z trzema innymi kandydatami celem odbycia nowicjatu do zakonu w Braniewie, dokąd Laterna dotarł wraz z pozostałymi towarzyszami podróży 28 kwietnia. Od 28 kwietnia do 10 maja 1570 roku przechodził w zakonie okres tzw. kandydatury, zwany też pierwszą probacją. 11 maja 1570 magister nowicjatu Robert Abercrombie poddał Laternę egzaminowi, po którym został on przyjęty do Towarzystwa Jezusowego.
W myśl założeń św. Ignacego Loyoli nowicjat stanowi wstęp do życia zakonnego i trwa dwa lata, jednak Laterna po zaledwie ośmiu miesiącach pobytu w braniewskim nowicjacie złożył prośbę o dopuszczenie do pierwszych ślubów zakonnych. Prośbę rozpatrzono pozytywnie i 31 grudnia Marcin Laterna złożył śluby zakonne ubóstwa, czystości i posłuszeństwa.
Po ukończeniu nowicjatu Laterna wraz z sześcioma współnowicjuszami został skierowany przez Sunyera na studia filozoficzne do Wilna. W towarzystwie wiceprowincjonała Sunyera młodzi jezuici 25 września 1571 opuszczają Braniewo i na początku października docierają do Wilna. Od 1571 studiował filozofię na Akademii Wileńskiej. Rektorem kolegium wileńskiego i jednocześnie przełożonym Laterny był wówczas jezuita Stanisław Warszewicki. Po ukończeniu w 1575 Wilnie kursu filozofii oraz studium przedmiotów teologicznych prowincjał Sunyer wysłał Laternę z powrotem do Braniewa, teraz już jednak w roli nauczyciela. Tu przez trzy lata (1575–1578) sprawował funkcję profesora nauk humanistycznych (humaniorów) w kolegium jezuickim w Braniewie (Collegium Hosianum), ucząc syntaksy, poetyki i retoryki. W 1576 przyjął z rąk biskupa chełmińskiego Piotra Kostki święcenia diakonatu. Jesienią 1576, mając zaledwie 24 lata, pełnił przez parę miesięcy funkcję kaznodziei królewskiego na dworze przebywającego wówczas w Malborku i Toruniu króla Stefana Batorego. Laterna głosił kazania przed Stefanem Batorym po łacinie, natomiast dla dworzan po polsku. Ta działalność przyniosła mu znaczny rozgłos w całej Rzeczypospolitej.
W 1578 mianowany profesorem wymowy oraz prefektem studiów humanistycznych w Akademii Wileńskiej. W Wilnie przełożonym Laterny był Jakub Wujek, pełniący urząd rektora kolegium wileńskiego. W 1579 przyjął święcenia kapłańskie. W czasie IV wojny polsko-rosyjskiej był kapelanem obozowym wojsk koronnych hetmana wielkiego koronnego Mikołaja Mieleckiego i świadkiem walk pod Połockiem, Wielkimi Łukami i Pskowem. W lipcu 1579 król Stefan Batory mianował go kaznodzieją i spowiednikiem królewskim. W 1586 złożył profesję zakonną w Rzymie i uzyskał tytuł doktora teologii na Akademii Wileńskiej. W latach 1590–1598 był superiorem domu jezuitów we Lwowie. Wezwany przez Zygmunta III na dwór królewski, pracował jako kaznodzieja jednocześnie z Piotrem Skargą. W 1598 towarzyszył Zygmuntowi III w wyprawie do zbuntowanej Szwecji. Tam zachorował i postanowił powrócić do Gdańska. Na morzu jego statek został zatrzymany przez żołnierzy z floty Karola Sudermańskiego, którzy rozpoznając w nim jezuitę obcięli mu ręce i utopili.

## Ważniejsze dzieła
- Eucharystia, 1584
- Harfa duchowna[2], 1585, wyd. następne: Kraków 1588, między 1588 a 1592, Kraków 1592(?), Lwów 1596, Kraków 1598, Lwów 1598 i in. (do 1871 kilkadziesiąt wydań; Estreicher zna 25 wydań z XVI i XVII w. Mylnie wyliczają je natomiast: J. Brown – 11 wydań, A. Brückner – 16 wydań. Edycja Z 1563 podana przez J. Browna nie jest znana Estreicherowi – polega ona na mylnym odczytaniu błędu drukarskiego w edycji z 1603. K. Kotula notuje, że wyd. 1 wyszło we Lwowie w 1583). Wyd. poszerzone według edycji 1603 wyd. H. J.(Jackowski), Pelplin 1871, Czytania Katolickie z Różnych Pisarzów Tow. Jezus., seria I, t. 9; (pierwsza oryginalna książka do nabożeństwa w języku polskim, ostro skrytykował ten utwór K. Kraiński Dawid jezuicki z Belzebuba harfą, 1615)
- Oratio in exequias funebres de... meritis Valeriani Protasiewicz, episcopi Vilnensis[3], Kraków 1588, drukarnia A. Piotrkowczyk
- Oratio in exequias funeris divi Stephani Primi..., Kraków 1588, drukarnia A. Piotrkowczyk
- Concio... sub initium dioecesenae synodi Leopoliensis postridie dominicae Septuagesiame habita A. D. 1593 w: J. D. Solikowski acta et constitutiones synodi dioecesenae Leopoliensis anno Domini quigentesimo nonagesimo tertio... celebratae, Lwów 1593, drukarnia M. Bernath